# Hypholoma laeticolor
Hypholoma laeticolor är en svampart som först beskrevs av F.H. Møller, och fick sitt nu gällande namn av Peter D. Orton 1960. Hypholoma laeticolor ingår i släktet Hypholoma och familjen Strophariaceae.  Artens status i Sverige är: Ej påträffad. Inga underarter finns listade i Catalogue of Life.